# إدارة سكك حديد الولايات المتحدة

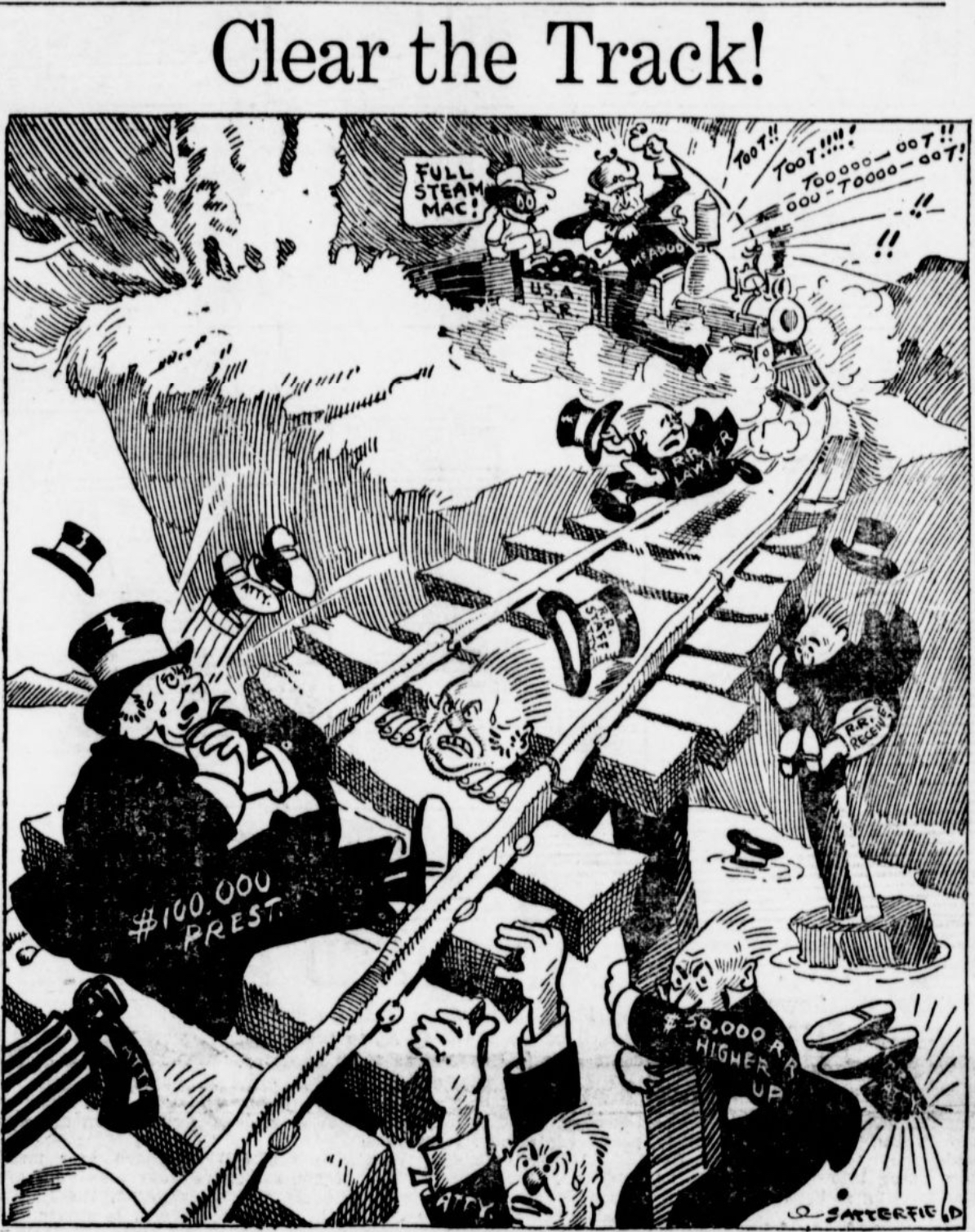
نُشر الرسم الكارتوني أثناء إنشاء إدارة السكك الحديدية الأمريكية (USRA) بقيادة ويليام جي. ماكادو. قامت USRA بتأميم نظام السكك الحديدية في الولايات المتحدة خلال الحرب العالمية الأولى. بواسطة ساترفيلد في 12 يناير 1918.

كانت إدارة السكك الحديدية الولايات المتحدة الأمريكية (USRA) تحت اسم تأميم السكك الحديدية كنظام من الولايات المتحدة بين 28 ديسمبر 1917، و1 مارس، 1920.  ربما كانت أكبر تجربة أمريكية في التأميم، وتم إجراؤها على خلفية حالة الطوارئ الطارئة.